# Lasioglossum grisellinum
Lasioglossum grisellinum är en biart som först beskrevs av Blüthgen 1931.  Lasioglossum grisellinum ingår i släktet smalbin, och familjen vägbin. Inga underarter finns listade i Catalogue of Life.